# Juledekoration
En juledekoration er en type julepynt. Her tænkes på en selvstændig dekoration, der kan stå på et bord, hænge i et vindue eller lignende.
Hvis der er levende stearinlys i dekorationen, stilles der særlige krav på grund af faren for brand.
Materialet kan være fra en blomsterhandel – altså naturlige ting som jord, ler, gran, mos, blade og kogler. Det kan danne bunden i dekorationen og kan også være lyseholder. Dernæst kan der dekoreres og pyntes med tingeltangel af papir, glas, tråd, plastic, tekstiler mv.
I tiden op til jul fremstilles der juledekorationer i mange børnehaver.
 Denne artikel omhandler overvejende eller alene danske forhold. Hjælp gerne med at gøre artiklen mere almen.